# Coupe d'Europe des clubs de basket-ball en fauteuil roulant 2024
Navigation
Saison précédente Saison suivante
La Coupe d'Europe des clubs de basket-ball en fauteuil roulant 2024, ou EuroCup 2024, est la 49e édition de la Coupe d'Europe des clubs de basket-ball en fauteuil roulant, organisée par l'IWBF Europe.

## Tours préliminaires
Les groupes déterminés par tirage au sort ainsi que les allocations des clubs organisateurs des différents plateaux et phases finales ont été annoncés officiellement le 21 octobre 2023. Le classement des clubs IWBF retenu est celui datant de l'édition précédente.

### Équipes dispensées de tour préliminaire (qualifications directes)
Les formations suivantes sont directement qualifiées pour les 1/4 de finale de la Ligue des Champions ou la phase finale d'une des trois Euroligues, selon le tableau ci-dessous.
| Équipe                               | Qualification directe pour          | Statut                                                   |
| ------------------------------------ | ----------------------------------- | -------------------------------------------------------- |
| RSB Thüringia Bulls                  | Ligue des Champions (1/4 de finale) | Leader au ranking 2023                                   |
| BSR Amiab Albacete                   | Ligue des Champions (1/4 de finale) | Champion d'Europe 2023                                   |
| Deco Metalferro Amicacci Abruzzo     | Euroligue 1                         | Club organisateur de la phase finale de l'EuroCup 1 2024 |
| Dinamo Lab Banco di Sardegna Sassari | Euroligue 2                         | Club organisateur de la phase finale de l'EuroCup 2 2024 |
| BSR Fundación Aliados Valladolid     | Euroligue 3                         | Club organisateur de la phase finale de l'EuroCup 3 2024 |

### Ligue des Champions
Le tour préliminaire de la Ligue des Champions compte trois poules de cinq équipes. Les deux premières équipes se qualifient pour les 1/4 de finale, les troisièmes sont reversées au tour final de l'Euroligue 1 et les quatrièmes à celui de l'Euroligue 2.

#### Groupe A
Le club israélien d'Ilan Spwak Ramat Gan déclare forfait en raison de la guerre en Israël et de l'interdiction faite aux ressortissants d'Israël de se rendre dans certains pays, notamment la Turquie (les rencontres de ce groupe se déroulant à Istanbul).
| PCL Groupe A |                      |     |   |   |     |     |      |     |       |
|              | Équipe               | Pts | G | P | PP  | PC  | Diff | Dép | Moy   |
| 1            | Galatasaray SK       | 6   | 3 | 0 | 241 | 222 | +19  |     | 80-74 |
| 2            | Bidaideak Bilbao BSR | 5   | 2 | 1 | 246 | 223 | +23  |     | 82-74 |
| 3            | RSC Köln 99ers       | 4   | 1 | 2 | 179 | 202 | -23  |     | 60-67 |
| 4            | Hornets Le Cannet    | 3   | 0 | 3 | 193 | 212 | -19  |     | 64-71 |

| Légende | Légende                                                   |
| ------- | --------------------------------------------------------- |
|         | Qualifié pour les 1/4 de finale de la Ligue des Champions |
|         | Qualifié pour la phase finale de l'Euroligue 1            |
|         | Qualifié pour la phase finale de l'Euroligue 2            |
|         | Éliminé                                                   |

#### Groupe B
| PCL Groupe B |                         |     |   |   |     |     |      |     |       |
|              | Équipe                  | Pts | G | P | PP  | PC  | Diff | Dép | Moy   |
| 1            | RSV Lahn-Dill           | 8   | 4 | 0 | 303 | 243 | +60  |     | 76-61 |
| 2            | ASD Santo Stefano Sport | 6   | 2 | 2 | 258 | 251 | +7   | +5  | 65-63 |
| 3            | BSR Econy Gran Canaria  | 6   | 2 | 2 | 302 | 295 | +7   | +1  | 76-74 |
| 4            | Mia Briantea84 Cantù    | 6   | 2 | 2 | 252 | 262 | -10  | -6  | 63-66 |
| 5            | CS Meaux BF             | 4   | 0 | 4 | 238 | 302 | -64  |     | 60-76 |

| Légende | Légende                                                   |
| ------- | --------------------------------------------------------- |
|         | Qualifié pour les 1/4 de finale de la Ligue des Champions |
|         | Qualifié pour la phase finale de l'Euroligue 1            |
|         | Qualifié pour la phase finale de l'Euroligue 2            |
|         | Éliminé                                                   |

#### Groupe C
| PCL Groupe C |                                     |     |   |   |     |     |      |     |       |
|              | Équipe                              | Pts | G | P | PP  | PC  | Diff | Dép | Moy   |
| 1            | CD Ilunion Madrid                   | 8   | 4 | 0 | 364 | 145 | +219 |     | 91-36 |
| 2            | GSD Porto Torres                    | 7   | 3 | 1 | 248 | 247 | +1   |     | 62-62 |
| 3            | Interwetten Coloplast Sitting Bulls | 6   | 2 | 2 | 206 | 267 | -61  |     | 52-67 |
| 4            | CTH Lannion                         | 5   | 1 | 3 | 208 | 273 | -65  |     | 52-68 |
| 5            | BG Baskets Hamburg                  | 4   | 0 | 4 | 175 | 269 | -94  |     | 44-67 |

| Légende | Légende                                                   |
| ------- | --------------------------------------------------------- |
|         | Qualifié pour les 1/4 de finale de la Ligue des Champions |
|         | Qualifié pour la phase finale de l'Euroligue 1            |
|         | Qualifié pour la phase finale de l'Euroligue 2            |
|         | Éliminé                                                   |

### Euroligue 1
Le tour préliminaire de l'Euroligue 1 compte deux poules de cinq équipes. Les premières de chaque poule se qualifient pour le tour final de l'Euroligue 1, les deuxièmes pour celui de l'Euroligue 2 et les troisièmes à celui de l'Euroligue 3.

#### Groupe A
Le club israélien de Beit Halochem Haïfa déclare forfait en raison de la guerre en Israël et de l'interdiction faite aux ressortissants d'Israël de se rendre dans certains pays, notamment la Turquie (les rencontres de ce groupe se déroulant à Izmir). Les Espagnols du CP Mideba Extremadura se désistent aussi, et sont remplacés par les Allemands de Wiesbaden.
| PEL1 Groupe A (phase préliminaire) |                              |     |   |   |     |     |      |     |       |
|                                    | Équipe                       | Pts | G | P | Pm  | Pe  | Diff | Dép | Moy   |
| 1                                  | Hyères HC                    | 6   | 3 | 0 | 209 | 173 | +36  |     | 70-58 |
| 2                                  | Rhine River Rhinos Wiesbaden | 5   | 2 | 1 | 219 | 177 | +42  |     | 73-59 |
| 3                                  | London Titans                | 4   | 1 | 2 | 162 | 214 | -52  |     | 54-71 |
| 4                                  | Izmir Büyükşehir             | 3   | 0 | 3 | 169 | 195 | -26  |     | 56-65 |

| Légende | Légende                                  |
| ------- | ---------------------------------------- |
|         | Qualifié pour la finale du groupe        |
|         | Qualifié pour la petite finale du groupe |

Après les rencontres de poule habituelles, un match supplémentaire est disputé pour établir le classement final.
|  | Match de classement 1er-2e    |    |
|  |                               |    |
|  | 3 février 2024, à Izmir       |    |
|  |                               |    |
|  | Hyères HC                     | 48 |
|  | Hyères HC                     | 48 |
|  | Rhine River Rhinos Wiesbaden0 | 73 |
|  | Rhine River Rhinos Wiesbaden0 | 73 |

|  | Match de classement 3e-4e |    |
|  |                           |    |
|  | 3 février 2024, à Izmir   |    |
|  |                           |    |
|  | London Titans             | 66 |
|  | London Titans             | 66 |
|  | Izmir Büyükşehir          | 68 |
|  | Izmir Büyükşehir          | 68 |

| PEL1 Groupe A (classement final) |                              |     |   |   |     |     |      |     |       |
|                                  | Équipe                       | Pts | G | P | Pm  | Pe  | Diff | Dép | Moy   |
| 1                                | Rhine River Rhinos Wiesbaden | 7   | 3 | 1 | 292 | 221 | +71  |     | 73-55 |
| 2                                | Hyères HC                    | 7   | 3 | 1 | 257 | 246 | +11  |     | 64-62 |
| 3                                | Izmir Büyükşehir             | 5   | 1 | 3 | 237 | 261 | -24  |     | 59-65 |
| 4                                | London Titans                | 5   | 1 | 3 | 228 | 282 | -54  |     | 57-71 |

| Légende | Légende                                        |
| ------- | ---------------------------------------------- |
|         | Qualifié pour la phase finale de l'Euroligue 1 |
|         | Qualifié pour la phase finale de l'Euroligue 2 |
|         | Qualifié pour la phase finale de l'Euroligue 3 |
|         | Éliminé                                        |

#### Groupe B
| PEL1 Groupe B |                         |     |   |   |     |     |      |     |       |
|               | Équipe                  | Pts | G | P | Pm  | Pe  | Diff | Dép | Moy   |
| 1             | Fenerbahçe Göksel Çelik | 8   | 4 | 0 | 336 | 208 | +128 |     | 84-52 |
| 2             | Hannover United         | 7   | 3 | 1 | 276 | 206 | +70  |     | 69-52 |
| 3             | Sheffield Steelers      | 6   | 2 | 2 | 218 | 270 | -52  |     | 55-68 |
| 4             | Pilatus Dragons RCZS    | 5   | 1 | 3 | 202 | 256 | -54  |     | 51-64 |
| 5             | Manchester Revolution   | 4   | 0 | 4 | 201 | 293 | -92  |     | 50-73 |

| Légende | Légende                                        |
| ------- | ---------------------------------------------- |
|         | Qualifié pour la phase finale de l'Euroligue 1 |
|         | Qualifié pour la phase finale de l'Euroligue 2 |
|         | Qualifié pour la phase finale de l'Euroligue 3 |
|         | Éliminé                                        |

### Euroligue 2
Le tour préliminaire de l'Euroligue 2 compte deux poules de cinq équipes. Les premières de chaque poule se qualifient pour le tour final de l'Euroligue 2 et les deuxièmes pour celui de l'Euroligue 3.

#### Groupe A
| PEL2 Groupe A |                           |     |   |   |     |     |      |     |       |
|               | Équipe                    | Pts | G | P | Pm  | Pe  | Diff | Dép | Moy   |
| 1             | RBB Flink Stones Graz     | 7   | 3 | 1 | 321 | 250 | +71  | +7  | 80-63 |
| 2             | PDM Treviso               | 7   | 3 | 1 | 284 | 206 | +82  | -2  | 71-52 |
| 3             | Yalova Ortopedikler SK    | 7   | 3 | 1 | 301 | 278 | +23  | -5  | 75-70 |
| 4             | ASD Handicap Sport Varese | 5   | 1 | 3 | 266 | 300 | -34  |     | 67-75 |
| 5             | SC Only Friends Amsterdam | 4   | 0 | 4 | 166 | 304 | -138 |     | 42-76 |

| Légende | Légende                                        |
| ------- | ---------------------------------------------- |
|         | Qualifié pour la phase finale de l'Euroligue 2 |
|         | Qualifié pour la phase finale de l'Euroligue 3 |
|         | Éliminé                                        |

#### Groupe B
Le club israélien du Beit Halochem Tel Aviv est remplacé avant le début de la compétition par les Français de Meylan Grenoble Handibasket.
| PEL2 Groupe B |                                 |     |   |   |     |     |      |     |       |
|               | Équipe                          | Pts | G | P | Pm  | Pe  | Diff | Dép | Moy   |
| 1             | Aigles du Puy-en-Velay          | 8   | 4 | 0 | 361 | 148 | +213 |     | 90-37 |
| 2             | TSK Rehab Merkezi Engelliler SK | 7   | 3 | 1 | 246 | 216 | +30  |     | 62-54 |
| 3             | KS Orto-Medico Scyzory Kielce   | 6   | 2 | 2 | 227 | 239 | -12  |     | 57-60 |
| 4             | SSD Santa Lucia                 | 5   | 1 | 3 | 183 | 258 | -75  |     | 46-65 |
| 5             | Meylan Grenoble HB              | 4   | 0 | 4 | 153 | 309 | -156 |     | 38-77 |

| Légende | Légende                                        |
| ------- | ---------------------------------------------- |
|         | Qualifié pour la phase finale de l'Euroligue 2 |
|         | Qualifié pour la phase finale de l'Euroligue 3 |
|         | Éliminé                                        |

### Euroligue 3
Le tour préliminaire de l'Euroligue 3 compte trois poules de cinq équipes. Seules les premières de chaque poule se qualifient pour le tour final de l'Euroligue 3.

#### Groupe A
Les Allemands de Rhine River Rhinos Wiesbaden, repêchés en Euroligue 2, sont remplacés par les Français de Lille UC.
| PEL3 Groupe A |                          |     |   |   |     |     |      |     |       |
|               | Équipe                   | Pts | G | P | Pm  | Pe  | Diff | Dép | Moy   |
| 1             | Iberconsa Amfiv Vigo     | 8   | 4 | 0 | 346 | 225 | +121 |     | 87-56 |
| 2             | Élan Chalon BF           | 7   | 3 | 1 | 276 | 228 | +48  |     | 69-57 |
| 3             | ASD Reggio Calabria BIC  | 6   | 2 | 2 | 257 | 250 | +7   |     | 64-63 |
| 4             | Lille Université Club HB | 5   | 1 | 3 | 247 | 248 | -1   |     | 62-62 |
| 5             | KKTC Vakiflar WBT        | 4   | 0 | 4 | 186 | 361 | -175 |     | 47-90 |

| Légende | Légende                                        |
| ------- | ---------------------------------------------- |
|         | Qualifié pour la phase finale de l'Euroligue 3 |
|         | Éliminé                                        |

#### Groupe B
| PEL3 Groupe B |                                  |     |   |   |     |     |      |     |       |
|               | Équipe                           | Pts | G | P | Pm  | Pe  | Diff | Dép | Moy   |
| 1             | UCAM Murcia BSR                  | 8   | 4 | 0 | 367 | 172 | +195 |     | 92-43 |
| 2             | ASD Firenze Volpi Rosse Menarini | 7   | 3 | 1 | 266 | 207 | +59  |     | 67-52 |
| 3             | KSS Mustang Konin                | 6   | 2 | 2 | 259 | 299 | -40  |     | 65-75 |
| 4             | Panathinaïkos AC                 | 5   | 1 | 3 | 247 | 277 | -30  |     | 62-69 |
| 5             | CAPSAAA Paris                    | 4   | 0 | 4 | 171 | 355 | -184 |     | 43-89 |

| Légende | Légende                                        |
| ------- | ---------------------------------------------- |
|         | Qualifié pour la phase finale de l'Euroligue 3 |
|         | Éliminé                                        |

#### Groupe C
| PEL3 Groupe C |                                |     |   |   |     |     |      |     |       |
|               | Équipe                         | Pts | G | P | Pm  | Pe  | Diff | Dép | Moy   |
| 1             | Gazişehir Gaziantep SC         | 8   | 4 | 0 | 372 | 247 | +125 |     | 93-62 |
| 2             | Hurricane 92 Gennevilliers     | 7   | 3 | 1 | 315 | 251 | +64  |     | 79-63 |
| 3             | RBB München Iguanas            | 6   | 2 | 2 | 258 | 272 | -14  |     | 65-68 |
| 4             | Special Bergamo Sport Montello | 5   | 1 | 3 | 243 | 272 | -29  |     | 61-68 |
| 5             | Plymouth Fusion                | 4   | 0 | 4 | 179 | 325 | -146 |     | 45-81 |

| Légende | Légende                                        |
| ------- | ---------------------------------------------- |
|         | Qualifié pour la phase finale de l'Euroligue 3 |
|         | Éliminé                                        |

## Tournois de qualification au tour préliminaire de l'Euroleague 3 2025
Deux tournois de qualification sont organisés cette saison. Leur vainqueur remporte une place pour le tour préliminaire de l'Euroligue 3 en 2025.

### Groupe A
Le tournoi est annulé en raison du forfait de 3 équipes.
| ELQT Groupe A |                              |     |   |   |    |    |      |     |     |
|               | Équipe                       | Pts | G | P | PP | PC | Diff | Dép | Moy |
| 1             | BC Gaia                      | 0   | 0 | 0 | 0  | 0  | +0   |     |     |
| 2             | Majd Al Krum                 | 0   | 0 | 0 | 0  | 0  | +0   |     |     |
| 3             | ASD Boys Taranto Basket      | 0   | 0 | 0 | 0  | 0  | +0   |     |     |
| 4             | Karabük Demir Kartal GSK     | 0   | 0 | 0 | 0  | 0  | +0   |     |     |
| 5             | Rolling Rebels RC St. Gallen | 0   | 0 | 0 | 0  | 0  | +0   |     |     |

| Légende | Légende                      |
| ------- | ---------------------------- |
|         | Qualifié pour l'EuroCup 2023 |
|         | Éliminé                      |

### Groupe B
| ELQT Groupe B |                            |     |   |   |     |     |      |     |       |
|               | Équipe                     | Pts | G | P | PP  | PC  | Diff | Dép | Moy   |
| 1             | CD Amivel Reyes Gutiérrez  | 8   | 4 | 0 | 275 | 137 | +138 |     | 69-34 |
| 2             | Tees Valley Mohawks WBT    | 7   | 3 | 1 | 238 | 200 | +38  |     | 60-50 |
| 3             | APD Braga BCR              | 6   | 2 | 2 | 188 | 157 | +31  |     | 47-39 |
| 4             | Dinamo Sassari Junior Team | 5   | 1 | 3 | 176 | 244 | -68  |     | 44-61 |
| 5             | Asinara Basket             | 4   | 0 | 4 | 115 | 254 | -139 |     | 29-64 |

| Légende | Légende                      |
| ------- | ---------------------------- |
|         | Qualifié pour l'EuroCup 2023 |
|         | Éliminé                      |

## Phases finales

### Ligue des Champions

#### Quarts de finale
Les deux premiers de chaque poule se qualifient pour le final four, organisé par le champion en titre, BSR Amiab Albacete. Les troisièmes sont reversés au tour final de l'Euroligue 1.
Le tirage au sort des poules n'a vraiment eu lieu que pour répartir Galatasaray et Bilbao, en raison de la règle imposant la séparation des équipes d'un même pays. Ainsi, les Allemands de Lahn-Dill ne pouvant se retrouver dans la poule A avec leurs compatriotes de Thüringen, ils ont été reversés dans le groupe B. Santo Stefano, issu du même groupe de qualification que Lahn-Dill, se retrouve automatiquement dans la poule A. C'est alors Porto Torres, la seconde équipe italienne qualifiée, qui est automatiquement placé dans la poule B, entrainant Ilunion Madrid en poule A. Puisqu'il y a une équipe espagnole dans chaque poule, et aucune autre équipe Turque, Bilbao et Galatasaray pouvaient participer normalement au tirage au sort.

Groupe A

| QF Groupe A | QF Groupe A             | QF Groupe A | QF Groupe A | QF Groupe A | QF Groupe A | QF Groupe A | QF Groupe A | QF Groupe A | QF Groupe A |
|             | Équipe                  | Pts         | G           | P           | Pm          | Pe          | Diff        | Dép         | Moy         |
| ----------- | ----------------------- | ----------- | ----------- | ----------- | ----------- | ----------- | ----------- | ----------- | ----------- |
| 1           | RSB Thüringia Bulls     | 5           | 2           | 1           | 222         | 204         | +18         | +16         | 74-68       |
| 2           | CD Ilunion Madrid       | 5           | 2           | 1           | 243         | 229         | +14         | -16         | 81-76       |
| 3           | ASD Santo Stefano Sport | 4           | 1           | 2           | 204         | 231         | -27         | +2          | 68-77       |
| 4           | Galatasaray SK          | 4           | 1           | 2           | 241         | 246         | -5          | -2          | 80-82       |

| Légende | Légende                                        |
| ------- | ---------------------------------------------- |
|         | Qualifié pour les 1/2 finales                  |
|         | Qualifié pour la phase finale de l'Euroligue 1 |
|         | Éliminé                                        |

Groupe B

| QF Groupe B | QF Groupe B          | QF Groupe B | QF Groupe B | QF Groupe B | QF Groupe B | QF Groupe B | QF Groupe B | QF Groupe B | QF Groupe B |
|             | Équipe               | Pts         | G           | P           | Pm          | Pe          | Diff        | Dép         | Moy         |
| ----------- | -------------------- | ----------- | ----------- | ----------- | ----------- | ----------- | ----------- | ----------- | ----------- |
| 1           | BSR Amiab Albacete   | 6           | 3           | 0           | 248         | 171         | +77         |             | 83-57       |
| 2           | RSV Lahn-Dill        | 5           | 2           | 1           | 230         | 187         | +43         |             | 77-62       |
| 3           | Bidaideak Bilbao BSR | 4           | 1           | 2           | 187         | 207         | -20         |             | 62-69       |
| 4           | GSD Porto Torres     | 3           | 0           | 3           | 165         | 265         | -100        |             | 55-88       |

| Légende | Légende                                        |
| ------- | ---------------------------------------------- |
|         | Qualifié pour les 1/2 finales                  |
|         | Qualifié pour la phase finale de l'Euroligue 1 |
|         | Éliminé                                        |

#### Final Four
|  | 1/2 finales         | 1/2 finales        |                     |    | Finale     | Finale     |
|  | 1/2 finales         | 1/2 finales        |                     |    | Finale     | Finale     |
|  |                     |                    |                     |    |            |            |
|  | 3 mai 2024          | 3 mai 2024         |                     |    | 4 mai 2024 | 4 mai 2024 |
|  | 3 mai 2024          | 3 mai 2024         |                     |    | 4 mai 2024 | 4 mai 2024 |
|  | RSB Thüringia Bulls | 76                 |                     |    | 4 mai 2024 | 4 mai 2024 |
|  | RSB Thüringia Bulls | 76                 |                     |    | 4 mai 2024 | 4 mai 2024 |
|  | RSV Lahn-Dill       | 64                 |                     |    | 4 mai 2024 | 4 mai 2024 |
|  | RSV Lahn-Dill       | 64                 | RSB Thüringia Bulls | 64 |            |            |
|  | 3 mai 2024          |                    | RSB Thüringia Bulls | 64 |            |            |
|  |                     | BSR Amiab Albacete | 70                  |    |            |            |
|  | BSR Amiab Albacete  | BSR Amiab Albacete | 70                  | 81 |            |            |
|  | BSR Amiab Albacete  |                    |                     | 81 |            |            |
|  | CD Ilunion Madrid   | 56                 |                     |    |            |            |
|  | CD Ilunion Madrid   | 56                 | 3e place            |    |            |            |
|  |                     |                    |                     |    |            |            |
|  | 4 mai 2024          |                    |                     |    |            |            |
|  |                     |                    |                     |    |            |            |
|  | RSV Lahn-Dill       | 89                 |                     |    |            |            |
|  | RSV Lahn-Dill       | 89                 |                     |    |            |            |
|  | CD Ilunion Madrid   | 65                 |                     |    |            |            |
|  | CD Ilunion Madrid   | 65                 |                     |    |            |            |

### Euroligue 1

#### Phase de groupes
Groupe A

| FEL1 Groupe A | FEL1 Groupe A                       | FEL1 Groupe A | FEL1 Groupe A | FEL1 Groupe A | FEL1 Groupe A | FEL1 Groupe A | FEL1 Groupe A | FEL1 Groupe A | FEL1 Groupe A |
|               | Équipe                              | Pts           | G             | P             | Pm            | Pe            | Diff          | Dép           | Moy           |
| ------------- | ----------------------------------- | ------------- | ------------- | ------------- | ------------- | ------------- | ------------- | ------------- | ------------- |
| 1             | BSR Econy Gran Canaria              | 6             | 3             | 0             | 229           | 177           | +52           |               | 76-59         |
| 2             | Rhine River Rhinos Wiesbaden        | 5             | 2             | 1             | 219           | 179           | +40           |               | 73-60         |
| 3             | Deco Metalferro Amicacci Abruzzo    | 4             | 1             | 2             | 207           | 186           | +21           |               | 69-62         |
| 4             | Interwetten Coloplast Sitting Bulls | 3             | 0             | 3             | 125           | 238           | -113          |               | 42-79         |

| Légende | Légende                       |
| ------- | ----------------------------- |
|         | Qualifié pour les 1/2 finales |
|         | Éliminé                       |

Groupe B

| FEL1 Groupe B | FEL1 Groupe B           | FEL1 Groupe B | FEL1 Groupe B | FEL1 Groupe B | FEL1 Groupe B | FEL1 Groupe B | FEL1 Groupe B | FEL1 Groupe B | FEL1 Groupe B |
|               | Équipe                  | Pts           | G             | P             | Pm            | Pe            | Diff          | Dép           | Moy           |
| ------------- | ----------------------- | ------------- | ------------- | ------------- | ------------- | ------------- | ------------- | ------------- | ------------- |
| 1             | Bidaideak Bilbao BSR    | 5             | 2             | 1             | 202           | 199           | +3            | +6            | 67-66         |
| 2             | Fenerbahçe Göksel Çelik | 5             | 2             | 1             | 210           | 193           | +17           | -6            | 70-64         |
| 3             | ASD Santo Stefano Sport | 4             | 1             | 2             | 206           | 201           | +5            | +20           | 69-67         |
| 4             | RSC Köln 99ers          | 4             | 1             | 2             | 164           | 189           | -25           | -20           | 55-63         |

| Légende | Légende                       |
| ------- | ----------------------------- |
|         | Qualifié pour les 1/2 finales |
|         | Éliminé                       |

#### Tableau final
Les équipes classées aux deux premières places de chaque groupe se disputent le titre.
|  | 1/2 finales                  | 1/2 finales          |                         |    | Finale        | Finale        |
|  | 1/2 finales                  | 1/2 finales          |                         |    | Finale        | Finale        |
|  |                              |                      |                         |    |               |               |
|  | 27 avril 2024                | 27 avril 2024        |                         |    | 28 avril 2024 | 28 avril 2024 |
|  | 27 avril 2024                | 27 avril 2024        |                         |    | 28 avril 2024 | 28 avril 2024 |
|  | BSR Econy Gran Canaria       | 75                   |                         |    | 28 avril 2024 | 28 avril 2024 |
|  | BSR Econy Gran Canaria       | 75                   |                         |    | 28 avril 2024 | 28 avril 2024 |
|  | Fenerbahçe Göksel Çelik      | 96                   |                         |    | 28 avril 2024 | 28 avril 2024 |
|  | Fenerbahçe Göksel Çelik      | 96                   | Fenerbahçe Göksel Çelik | 78 |               |               |
|  | 27 avril 2024                |                      | Fenerbahçe Göksel Çelik | 78 |               |               |
|  |                              | Bidaideak Bilbao BSR | 75                      |    |               |               |
|  | Bidaideak Bilbao BSR         | Bidaideak Bilbao BSR | 75                      | 73 |               |               |
|  | Bidaideak Bilbao BSR         |                      |                         | 73 |               |               |
|  | Rhine River Rhinos Wiesbaden | 55                   |                         |    |               |               |
|  | Rhine River Rhinos Wiesbaden | 55                   | 3e place                |    |               |               |
|  |                              |                      |                         |    |               |               |
|  | 28 avril 2024                |                      |                         |    |               |               |
|  |                              |                      |                         |    |               |               |
|  | BSR Econy Gran Canaria       | 71                   |                         |    |               |               |
|  | BSR Econy Gran Canaria       | 71                   |                         |    |               |               |
|  | Rhine River Rhinos Wiesbaden | 60                   |                         |    |               |               |
|  | Rhine River Rhinos Wiesbaden | 60                   |                         |    |               |               |

Les équipes classées aux deux dernières places de chaque groupe sont reversées dans ce tableau de classement.
|  | 5e place                         |    |
|  |                                  |    |
|  | 27 avril 2024                    |    |
|  |                                  |    |
|  | Deco Metalferro Amicacci Abruzzo | 61 |
|  | Deco Metalferro Amicacci Abruzzo | 61 |
|  | ASD Santo Stefano Sport          | 66 |
|  | ASD Santo Stefano Sport          | 66 |

|  | 7e place                            |    |
|  |                                     |    |
|  | 27 avril 2024                       |    |
|  |                                     |    |
|  | Interwetten Coloplast Sitting Bulls | 43 |
|  | Interwetten Coloplast Sitting Bulls | 43 |
|  | RSC Köln 99ers                      | 79 |
|  | RSC Köln 99ers                      | 79 |

### Euroligue 2

#### Phase de groupes
Groupe A

| FEL2 Groupe A | FEL2 Groupe A                        | FEL2 Groupe A | FEL2 Groupe A | FEL2 Groupe A | FEL2 Groupe A | FEL2 Groupe A | FEL2 Groupe A | FEL2 Groupe A | FEL2 Groupe A |
|               | Équipe                               | Pts           | G             | P             | Pm            | Pe            | Diff          | Dép           | Moy           |
| ------------- | ------------------------------------ | ------------- | ------------- | ------------- | ------------- | ------------- | ------------- | ------------- | ------------- |
| 1             | Hyères HC                            | 6             | 3             | 0             | 256           | 179           | +77           |               | 85-60         |
| 2             | Dinamo Lab Banco di Sardegna Sassari | 5             | 2             | 1             | 242           | 147           | +95           |               | 81-49         |
| 3             | RBB Flink Stones Graz                | 4             | 1             | 2             | 176           | 217           | -41           |               | 59-72         |
| 4             | CTH Lannion                          | 3             | 0             | 3             | 117           | 248           | -131          |               | 39-83         |

| Légende | Légende                       |
| ------- | ----------------------------- |
|         | Qualifié pour les 1/2 finales |
|         | Éliminé                       |

Groupe B

| FEL2 Groupe B | FEL2 Groupe B          | FEL2 Groupe B | FEL2 Groupe B | FEL2 Groupe B | FEL2 Groupe B | FEL2 Groupe B | FEL2 Groupe B | FEL2 Groupe B | FEL2 Groupe B |
|               | Équipe                 | Pts           | G             | P             | Pm            | Pe            | Diff          | Dép           | Moy           |
| ------------- | ---------------------- | ------------- | ------------- | ------------- | ------------- | ------------- | ------------- | ------------- | ------------- |
| 1             | Mia Briantea84 Cantù   | 5             | 2             | 1             | 179           | 158           | +21           | +12           | 60-53         |
| 2             | Hannover United        | 5             | 2             | 1             | 175           | 175           | +0            | -12           | 58-58         |
| 3             | Hornets Le Cannet      | 4             | 1             | 2             | 172           | 186           | -14           | +2            | 57-62         |
| 4             | Aigles du Puy-en-Velay | 4             | 1             | 2             | 183           | 190           | -7            | -2            | 61-63         |

| Légende | Légende                       |
| ------- | ----------------------------- |
|         | Qualifié pour les 1/2 finales |
|         | Éliminé                       |

#### Tableau final
Les équipes classées aux deux premières places de chaque groupe se disputent le titre.
|  | 1/2 finales                          | 1/2 finales          |                 |    | Finale        | Finale        |
|  | 1/2 finales                          | 1/2 finales          |                 |    | Finale        | Finale        |
|  |                                      |                      |                 |    |               |               |
|  | 27 avril 2024                        | 27 avril 2024        |                 |    | 28 avril 2024 | 28 avril 2024 |
|  | 27 avril 2024                        | 27 avril 2024        |                 |    | 28 avril 2024 | 28 avril 2024 |
|  | Hyères HC                            | 64                   |                 |    | 28 avril 2024 | 28 avril 2024 |
|  | Hyères HC                            | 64                   |                 |    | 28 avril 2024 | 28 avril 2024 |
|  | Hannover United                      | 65                   |                 |    | 28 avril 2024 | 28 avril 2024 |
|  | Hannover United                      | 65                   | Hannover United | 51 |               |               |
|  | 27 avril 2024                        |                      | Hannover United | 51 |               |               |
|  |                                      | Mia Briantea84 Cantù | 49              |    |               |               |
|  | Mia Briantea84 Cantù                 | Mia Briantea84 Cantù | 49              | 66 |               |               |
|  | Mia Briantea84 Cantù                 |                      |                 | 66 |               |               |
|  | Dinamo Lab Banco di Sardegna Sassari | 55                   |                 |    |               |               |
|  | Dinamo Lab Banco di Sardegna Sassari | 55                   | 3e place        |    |               |               |
|  |                                      |                      |                 |    |               |               |
|  | 28 avril 2024                        |                      |                 |    |               |               |
|  |                                      |                      |                 |    |               |               |
|  | Hyères HC                            | 55                   |                 |    |               |               |
|  | Hyères HC                            | 55                   |                 |    |               |               |
|  | Dinamo Lab Banco di Sardegna Sassari | 73                   |                 |    |               |               |
|  | Dinamo Lab Banco di Sardegna Sassari | 73                   |                 |    |               |               |

Les équipes classées aux deux dernières places de chaque groupe sont reversées dans ce tableau de classement.
|  | 5e place              |    |
|  |                       |    |
|  | 27 avril 2024         |    |
|  |                       |    |
|  | RBB Flink Stones Graz | 58 |
|  | RBB Flink Stones Graz | 58 |
|  | Hornets Le Cannet     | 74 |
|  | Hornets Le Cannet     | 74 |

|  | 7e place               |    |
|  |                        |    |
|  | 27 avril 2024          |    |
|  |                        |    |
|  | CTH Lannion            | 42 |
|  | CTH Lannion            | 42 |
|  | Aigles du Puy-en-Velay | 76 |
|  | Aigles du Puy-en-Velay | 76 |

### Euroligue 3

#### Phase de groupes
Groupe A

| FEL3 Groupe A | FEL3 Groupe A                    | FEL3 Groupe A | FEL3 Groupe A | FEL3 Groupe A | FEL3 Groupe A | FEL3 Groupe A | FEL3 Groupe A | FEL3 Groupe A | FEL3 Groupe A |
|               | Équipe                           | Pts           | G             | P             | Pm            | Pe            | Diff          | Dép           | Moy           |
| ------------- | -------------------------------- | ------------- | ------------- | ------------- | ------------- | ------------- | ------------- | ------------- | ------------- |
| 1             | UCAM Murcia BSR                  | 6             | 3             | 0             | 229           | 145           | +84           |               | 76-48         |
| 2             | BSR Fundación Aliados Valladolid | 5             | 2             | 1             | 200           | 189           | +11           |               | 67-63         |
| 3             | TSK Rehab Merkezi Engelliler SK  | 4             | 1             | 2             | 206           | 207           | -1            |               | 69-69         |
| 4             | PDM Treviso                      | 3             | 0             | 3             | 125           | 219           | -94           |               | 42-73         |

| Légende | Légende                       |
| ------- | ----------------------------- |
|         | Qualifié pour les 1/2 finales |
|         | Éliminé                       |

Groupe B

| FEL3 Groupe B | FEL3 Groupe B          | FEL3 Groupe B | FEL3 Groupe B | FEL3 Groupe B | FEL3 Groupe B | FEL3 Groupe B | FEL3 Groupe B | FEL3 Groupe B | FEL3 Groupe B |
|               | Équipe                 | Pts           | G             | P             | Pm            | Pe            | Diff          | Dép           | Moy           |
| ------------- | ---------------------- | ------------- | ------------- | ------------- | ------------- | ------------- | ------------- | ------------- | ------------- |
| 1             | Izmir Büyükşehir       | 5             | 2             | 1             | 212           | 188           | +24           | +15           | 71-63         |
| 2             | Gazişehir Gaziantep SC | 5             | 2             | 1             | 244           | 232           | +12           | -15           | 81-77         |
| 3             | Sheffield Steelers     | 4             | 1             | 2             | 192           | 223           | -31           | +7            | 64-74         |
| 4             | Iberconsa Amfiv Vigo   | 4             | 1             | 2             | 202           | 207           | -5            | -7            | 67-69         |

| Légende | Légende                       |
| ------- | ----------------------------- |
|         | Qualifié pour les 1/2 finales |
|         | Éliminé                       |

#### Tableau final
Les équipes classées aux deux premières places de chaque groupe se disputent le titre.
|  | 1/2 finales                      | 1/2 finales      |                 |    | Finale        | Finale        |
|  | 1/2 finales                      | 1/2 finales      |                 |    | Finale        | Finale        |
|  |                                  |                  |                 |    |               |               |
|  | 27 avril 2024                    | 27 avril 2024    |                 |    | 28 avril 2024 | 28 avril 2024 |
|  | 27 avril 2024                    | 27 avril 2024    |                 |    | 28 avril 2024 | 28 avril 2024 |
|  | UCAM Murcia BSR                  | 84               |                 |    | 28 avril 2024 | 28 avril 2024 |
|  | UCAM Murcia BSR                  | 84               |                 |    | 28 avril 2024 | 28 avril 2024 |
|  | Gazişehir Gaziantep SC           | 74               |                 |    | 28 avril 2024 | 28 avril 2024 |
|  | Gazişehir Gaziantep SC           | 74               | UCAM Murcia BSR | 91 |               |               |
|  | 27 avril 2024                    |                  | UCAM Murcia BSR | 91 |               |               |
|  |                                  | Izmir Büyükşehir | 70              |    |               |               |
|  | Izmir Büyükşehir                 | Izmir Büyükşehir | 70              | 58 |               |               |
|  | Izmir Büyükşehir                 |                  |                 | 58 |               |               |
|  | BSR Fundación Aliados Valladolid | 52               |                 |    |               |               |
|  | BSR Fundación Aliados Valladolid | 52               | 3e place        |    |               |               |
|  |                                  |                  |                 |    |               |               |
|  | 28 avril 2024                    |                  |                 |    |               |               |
|  |                                  |                  |                 |    |               |               |
|  | Gazişehir Gaziantep SC           | 74               |                 |    |               |               |
|  | Gazişehir Gaziantep SC           | 74               |                 |    |               |               |
|  | BSR Fundación Aliados Valladolid | 78               |                 |    |               |               |
|  | BSR Fundación Aliados Valladolid | 78               |                 |    |               |               |

Les équipes classées aux deux dernières places de chaque groupe sont reversées dans ce tableau de classement.
|  | 5e place                        |    |
|  |                                 |    |
|  | 27 avril 2024                   |    |
|  |                                 |    |
|  | TSK Rehab Merkezi Engelliler SK | 73 |
|  | TSK Rehab Merkezi Engelliler SK | 73 |
|  | Sheffield Steelers              | 65 |
|  | Sheffield Steelers              | 65 |

|  | 7e place             |    |
|  |                      |    |
|  | 27 avril 2024        |    |
|  |                      |    |
|  | PDM Treviso          | 61 |
|  | PDM Treviso          | 61 |
|  | Iberconsa Amfiv Vigo | 72 |
|  | Iberconsa Amfiv Vigo | 72 |

## Classements finaux
|                    | Ligue des Champions                          | Ligue des Champions | Euroligue 1                         | Euroligue 1 | Euroligue 2                          | Euroligue 2 | Euroligue 3                      | Euroligue 3 |
| Rang               | Équipe                                       | V-D                 | Équipe                              | V-D         | Équipe                               | V-D         | Équipe                           | V-D         |
| ------------------ | -------------------------------------------- | ------------------- | ----------------------------------- | ----------- | ------------------------------------ | ----------- | -------------------------------- | ----------- |
| Médaille d'or      | BSR Amiab Albacete                           | 5-0                 | Fenerbahçe Göksel Çelik             | 4-1         | Hannover United                      | 4-1         | UCAM Murcia BSR                  | 5-0         |
| Médaille d'argent  | RSB Thüringia Bulls                          | 3-2                 | Bidaideak Bilbao BSR                | 3-2         | Mia Briantea84 Cantù                 | 3-2         | Izmir Büyükşehir                 | 3-2         |
| Médaille de bronze | RSV Lahn-Dill                                | 3-2                 | BSR Econy Gran Canaria              | 4-1         | Dinamo Lab Banco di Sardegna Sassari | 3-2         | BSR Fundación Aliados Valladolid | 3-2         |
| 4                  | CD Ilunion Madrid                            | 2-3                 | Rhine River Rhinos Wiesbaden        | 2-3         | Hyères HC                            | 3-2         | Gazişehir Gaziantep SC           | 2-3         |
| 5                  | ASD Santo Stefano Sport Bidaideak Bilbao BSR | 1-2 1-2             | ASD Santo Stefano Sport             | 2-2         | Hornets Le Cannet                    | 2-2         | TSK Rehab Merkezi ESK            | 2-2         |
| 6                  | ASD Santo Stefano Sport Bidaideak Bilbao BSR | 1-2 1-2             | Deco Metalferro Amicacci Abruzzo    | 1-3         | RBB Flink Stones Graz                | 1-3         | Sheffield Steelers               | 1-3         |
| 7                  | Galatasaray SK GSD Porto Torres              | 1-2 0-3             | RSC Köln 99ers                      | 2-2         | Aigles du Puy-en-Velay               | 2-2         | Iberconsa Amfiv Vigo             | 2-2         |
| 8                  | Galatasaray SK GSD Porto Torres              | 1-2 0-3             | Interwetten Coloplast Sitting Bulls | 0-4         | CTH Lannion                          | 0-4         | PDM Treviso                      | 0-4         |